# Florence Roujas
Florence Roujas (1982) è un'ex sciatrice alpina francese.

## Biografia
Attiva dal dicembre del 1997, la Roujas esordì in Coppa Europa il 6 gennaio 1999 a Megève in discesa libera (78ª); ai Mondiali juniores di Tarvisio 2002 vinse la medaglia di bronzo nello slalom gigante. In Coppa Europa conquistò il miglior piazzamento il 6 gennaio 2003 ad Abetone in slalom gigante (17ª) e prese per l'ultima volta il via il 2 marzo 2004 a Lachtal nella medesima specialità, senza completare la prova. Si ritirò durante la stagione 2006-2007 e la sua ultima gara fu uno slalom gigante FIS disputato il 12 gennaio a Park City, non completato dalla Roujas; in carriera non debuttò in Coppa del Mondo né prese parte a rassegne olimpiche o iridate.

## Palmarès

### Mondiali juniores
- 1 medaglie:
  - 1 bronzo (slalom gigante a Tarvisio 2002)

### Coppa Europa
- Miglior piazzamento in classifica generale: 132ª nel 2003